# Notranje medrebrne mišice
Notranje medrebrne (interkostalne) mišice (latinsko musculi intercostales interni) so skeletne mišice, ki na vsaki strani prsnega koša potekajo v medrebrnem prostoru. Izvirajo na spodnjem robu rebra in rebrnega hrustanca ter potekajo poševno navzdol in navzad na zgornji rob nižje ležečega rebra. Na vsaki strani prsnega koša se nahaja 11 notranjih medrebrnih mišic. So debelejše od zunanjih medrebrnih mišic.
Skrčenje notranjih medrebrnih mišic povzroči pomik reber navznoter in navzdol in prostornina prsnega koša se zato zmanjša, tlak v pljučih naraste in izdih zraka je olajšan. Zato te mišice prištevamo med pomožne ekspiracijske mišice. 
Notranje medrebrne mišice oživčujejo živci intercostales.